# Budišovice
Budišovice (in tedesco Budischowitz) è un comune della Repubblica Ceca facente parte del distretto di Opava, nella regione della Moravia-Slesia.